# 두근거림에 죽다
두근거림에 죽다는 어반가르드의 노래이다.

## 앨범소개
"사랑으로 살고, 두근거림으로 죽어라"

어반가르드가 그리는, 청춘의 빛과 그림자.

## 수록곡
1. 두근거림에 죽다 (ときめきに死す)
2. 그 소녀, 인형에 대해 (その少女、人形につき)
3. 두근거림에 죽다 (instrumental)(ときめきに死す（インストゥルメンタル）)
4. 그 소녀, 인형에 대해(instrumental)(その少女、人形につき（インストゥルメンタル）)

## 수록 앨범
- 멘탈 헤르즈 [[멘탈 헤르즈|(メンタルへルズ)]] (#1)